# Die Tavernen im Tiefen Thal
Die Tavernen im Tiefen Thal ist ein Brettspiel des österreichischen Spieleautors Wolfgang Warsch, das 2019 bei Schmidt Spiele erschien. Das Spiel kombiniert verschiedene Spielmechanismen mit Elementen des Deck-Building, des Drafting und des Dice Placement. Thematisch übernehmen die Mitspieler die Rolle von Betreibern einer Taverne. 
Das Spiel wurde beim Deutschen Spielepreis 2019 auf Platz 2 hinter Flügelschlag gewählt. 2020 wurde es für den Niederländischen Spielepreis nominiert und gewann den Designpreis Graf Ludo.

## Hintergrund und Spielmaterial
Bei Die Tavernen im Tiefen Thal übernehmen die Mitspieler die Rolle von Tavernenbesitzern, die um die zahlungskräftigsten Gäste konkurrieren. Dafür bauen sie ihre Lokale aus, stellen Personal aus und werben Gäste an. Das Spiel kombiniert verschiedene Spielmechanismen mit Elementen des Deck-Building, des Drafting und des Dice Placement. Der Spieler, der durch die Produktion von Bier und die Einnahme von Geld sowie die Anwerbung von Gästen am meisten Siegpunkte generiert, gewinnt das Spiel.
Das Spielmaterial für die Basis-Variante besteht neben der Spielanleitung aus:
- ein Klosterplan,
- ein Runden-Marker als Mondfigur
- 12 Tresengäste
- 4Tavernen mit entsprechenden Ausstattungen (Tische, Kellnerin, Kasse, Mönch, Tellerwäscher, Tresor, Wirt, Fass, Lieferant und Bierlager)
- 16 weiße Würfel
- 12 farbige Würfel, drei pro Farbe
- 4 Bierdeckel
- 4 Bierlager-Marker
- 4 Tresor-Marker
- 4 Kloster-Marker
- 1 Bierkrug
- 207 Karten, davon 
  - 80 Tavernen-Karten als Startdecks (jeweils 16 Karten)
  - 38 Gäste-Karten
  - 61 Adligen-Karten
  - 28 Stammgäste

Daneben sind im Grundspiel vier weitere Module enthalten, die aufeinander aufbauen. Im Modul 2 können die Spieler mit Hilfe von Schnäpsen Bonusaktionen erhalten, Modul 3 führt eine Ruf-Leiste ein, und in Modul 4 können die Spieler mit der Hilfe von Startkarten ihre Anfangsbedingungen individuell bestimmen. In Modul 5 führen Eintragungen im Gästebuch dazu, Boni freizuschalten.
ab Modul 2:
- 20 Schnäpse
- 12 doppelseitige Gaukler-Plättchen (3 verschiedene Gaukler)
- 3 Schnaps-Plättchen

ab Modul 3:
- 4 Ruf-Marker
- 16 Barden-Karten
- 10 zusätzliche Gäste-Karten
- Ruf-Leiste (Rückseite des Wirt-Plättchens)

ab Modul 4:
- 7 Start-Karten

ab Modul 5:
- 4 Gästebücher
- 40 Unterschriftenplättchen

## Spielweise

### Spielvorbereitung
Zur Spielvorbereitung erhält jeder Mitspieler ein Tavernentableau mit den zehn unterschiedlichen Ausstattungs-Plättchen. Die Taverne wird entsprechend der Anweisung so zusammengefügt, dass die einzelnen Elemente aufgewertet werden können. Jeder Spieler erhält zudem einen gelben Tresor-Marker und einen braunen Bierlager-Marker, die jeweils auf die Felder 0 des Tresors und des Bierlagers gelegt werden. Danach nimmt sich jeder Spieler einen Bierdeckel und vier weiße Würfel, die Würfel in den Spielerfarben werden als allgemeiner Vorrat bereit gelegt. Zusätzlich bekommt jeder Spieler sein Start-Kartendeck aus sieben Stammgästen sowie einer Kellnerin, einem Tisch und einem Bierlieferanten. Die Karten werden gemischt und als verdeckter Nachziehstapel neben die Tische abgelegt.
Der Klosterplan wird mit der Sommerseite und ohne die Schnaps-Plättchen in der Tischmitte ausgelegt, der Runden-Marker wird neben dem ersten Feld platziert. Die Kloster-Marker der Spieler werden auf das Feld 0 der Leiste auf dem Klosterplan gelegt. Die Tavernen-Karten und die Die acht Gäste, die 3 Bier kosten, werden sortiert als offene Vorratsstapel ausgelegt. Die restlichen Gästekarten werden gemischt und als verdeckter Nachziehstapel abgelegt, die obersten vier Karten werden aufgedeckt und neben den offenen Stapel der „3er“-Gäste offen ausgelegt. Einen weiteren offenen Stapel bilden die Adligen.
Zuletzt wird ein Startspieler bestimmt, der den Bierkrug als Marker bekommt.

### Spielregeln
Das Spiel wird über acht Runden gespielt, die jeweils aus sieben Phasen bestehen. In jeder Runde wird dabei der Runden-Marker auf dem Klosterplan um ein Feld vorwärts bewegt. Die Phasen werden nacheinander in einer festen Reihenfolge gespielt und eine neue Phase beginnt immer erst, wenn alle Spieler eine Phase abgeschlossen haben. Im Spiel werden die Phasen wie folgt benannt:
- „Der nächste Abend in der Taverne“
- „Die Taverne füllt sich“
- „Die Kellnerin kommt“
- „Was darf’s denn sein?“
- „Die Qual der Wahl“
- „Jetzt wird serviert!“
- „Sperrstunde“

In der ersten Phase „Der nächste Abend in der Taverne“ wird eine neue Runde begonnen: Der Rundenanzeiger wird auf das nächste Feld der Rundenleiste gezogen und wenn er auf ein Symbol zieht, bekommen alle Spieler den entsprechenden Bonus oder dürfen sich einen der möglichen Boni auswählen. Danach wird in der Phase „Die Taverne füllt sich“ die Taverne aufgefüllt, indem alle Spieler gleichzeitig die obersten Karte ihres Kartendecks aufdecken und sie an die entsprechende Stelle ihrer Taverne legen. Dies wird so lange wiederholt, bis alle deine Tische mit Gästen besetzt sind. Werden (in späteren Runden) Adelige aufgedeckt, platzieren sich diese immer gemeinsam an einem Tisch. Ist der Nachziehstapel aufgebraucht, wird der in der Sperrstunde gebildete Ablagestapel gemischt und wird zum neuen Nachziehstapel.
Werden in der Befüllungsphase Kellnerinnen ausgelegt oder wurde in einer früheren Runde eine Kellnerin fest angestellt (Plättchen gedreht), erhält der Spieler für jede Kellnerin je einen neuen Würfel bis maximal drei  in seiner Spielerfarbe, die später für Aktionen genutzt werden können. Danach würfeln alle Spieler gleichzeitig die eigenen vier weißen Würfel und legen sie auf ihrem Bierdeckel ab. Sie wählen nacheinander, beginnend mit dem Startspieler, je einen Würfel, legen diesen neben ihrer Taverne ab, danach geben sie ihren Bierdeckel an die jeweils linken Mitspieler weiter und wiederholen dies, bis alle Würfel von den Bierdeckeln genommen wurden („Drafting“).
Vor der eigentlichen Aktionsphase platzieren die Spieler in der nächsten Phase ihre weißen und eventuell zusätzlichen farbigen Würfel auf die entsprechenden Aktionsfelder in ihrer Taverne. Für jeden Tellerwäscher in der eigenen Taverne darf der Spieler einen Würfel auf einem beliebigen Aktionsfeld so einsetzen, als wäre er um ein Auge höher. Wenn alle Spieler alle Würfel platziert haben, beginnen sie in der Spielerreihenfolge mit der Aktionsphase. Dabei werden alle platzierten Würfel aktiviert und bringen dem Spieler entweder Geld oder Bier oder ermöglichen einen Schritt auf der Klosterleiste.
| Typ             | Aktion | Würfelart                                              |
| --------------- | --- | ------------------------------------------------------ |
| Gast (am Tisch) | Wird ein Würfel auf einem Gast an einem Tisch platziert, erhält der Spieler so viele Münzen, wie auf der Karte angegeben sind. | ein Würfel, konkrete Augenzahl entsprechend Gästekarte |
| Kasse           | Wird ein Würfel auf der Kasse platziert, erhält der Spieler unabhängig von der Augenzahl genau eine Münze. Bei aufgewerteter Kasse erhöht sich dies auf drei Münzen.                                                                                             | ein Würfel, beliebige Augenzahl                        |
| Bieranlieferung | Für jeden Würfel auf der Bieranlieferung erhält der Spieler ein Bier plus ein weiteres Bier für jede neben der Bieranlieferung liegende Lieferantenkarte. Bei aufgewerteter Bieranlieferung erhöht sich dies um ein zusätzliches Bier.                           | beliebig viele Würfel, Augenzahl 1 oder 6              |
| Fass            | Wird ein Würfel auf dem Fass platziert, erhält der Spieler unabhängig von der Augenzahl genau ein Bier. Bei aufgewertetem Fass erhöht sich dies auf zwei Bier.                                                                                                   | ein Würfel, beliebige Augenzahl                        |
| Bierhändler     | Für jeden Bierhändler, den ein Spieler bei der Tavernenfüllung aufgedeckt hat, erhält er ein Bier. | –                                                      |
| Mönch           | Für jeden Würfel auf dem Mönch darf er seinen Kloster-Marker auf der Klosterleiste um ein Feld vorwärts bewegen. Erreicht oder überspringt er dabei ein Feld mit Bonus, erhält er diesen Bonus sofort. Bei aufgewertetem Mönch erhöht sich dies auf zwei Felder. | beliebig viele Würfel, Augenzahl 5                     |

Alle in der Runde erhaltenen Münzen und Biere können danach eingesetzt werden, um neue Tavernen- und Gästekarten aus den offenen Auslagen einzukaufen. Münzen können zudem genutzt werden, um einzelne Teile der Taverne aufzuwerten und dabei zusätzlich Adelige (10 Siegpunkte) für das Deck zu bekommen. Zusätzliche Adelige können mit Bier gekauft werden. Münzen und Bier, die nicht verwendet werden, können am Ende der Aktionsphase im Tresor oder Bierlager zur Verwendung in einer späteren Runde eingelagert werden. Sobald keine Aktionen mehr durchgeführt werden können, endet die Aktionsphase, und wenn alle Spieler ihre Aktionen durchgeführt haben, endet diese Phase. In der „Sperrstunde“ nehmen die Spieler alle Karten, die sie aufgedeckt haben und legen sie neben ihren Nachziehstapel offen als Ablagestapel ab. Danach wird der Bierkrug an den im Uhrzeigersinn nächsten Spieler weitergegeben und eine neue Runde begonnen.

### Spielende und Wertung
Nach der abgeschlossenen achten Runde, wenn der Mond auf dem letzten Feld der Runden-Leiste steht, endet das Spiel sofort. Jeder Spieler zählt die Siegpunkte auf allen seinen Karten. Der Gewinner ist der Spieler mit den meisten Siegpunkten. Bei einem Gleichstand gewinnt der Spieler, der zusammen mehr Geld und Bier gelagert hat. Gibt es auch hier einen Gleichstand, gewinnen mehrere Mitspieler.

## Module und Erweiterungen

### Module des Grundspiels
Die vier Module des Grundspiels bauen auf das Basisspiel und danach aufeinander auf. Im Modul 2 können die Spieler mit Hilfe von Schnäpsen Bonusaktionen erhalten, Modul 3 führt eine Ruf-Leiste ein, und in Modul 4 können die Spieler mit der Hilfe von Startkarten ihre Anfangsbedingungen individuell bestimmen. In Modul 5 führen Eintragungen im Gästebuch dazu, Boni freizuschalten.

### Zimmer frei!
Die Erweiterung Zimmer frei! enthält fünf weitere Module, die die Tavernen des Grundspiels unter anderem mit einem Weinkeller und Gästezimmern erweitern. Zudem können sie Gastwirte mit individuellen Fähigkeiten einsetzen.

## Entwicklung und Veröffentlichung
Die Tavernen im Tiefen Thal wurde von Wolfgang Warsch entwickelt und erschien 2019 zu den Internationalen Spieletagen (SPIEL'19) bei dem deutschen Spieleverlag Schmidt Siele. In der Folge erschien das Spiel in Lizenz unter anderem auf Englisch bei NorthStar Game Studio und bei CMYK, auf Spanisch, Italienisch und Portugiesisch bei Devir, bei 999 Games in den Niederlanden, bei G3 in Polen, bei Lavka Games auf Russisch sowie bei Korea Boardgame in Korea, bei Broadway Toys LTD und Day Day Board Game in China und bei Arclight Games in Japan.
2021 erschien mit Die Tavernen im Tiefen Thal: Zimmer frei! eine Erweiterung zum Spiel mit vier weiteren Modulen für das Grundspiel. Auch diese Erweiterung wurde in mehrere Sprachen übersetzt und international veröffentlicht.
Eine Computerspiel-Umsetzung des Spiels ist auf yucata.de als Browserspiel spielbar.

## Rezeption und Auszeichnungen
Das Spiel wurde beim Deutschen Spielepreis 2019 auf Platz 2 hinter Flügelschlag gewählt. 2020 wurde es für den Niederländischen Spielepreis nominiert und gewann den Designpreis Graf Ludo.

## Belege
1. 1 2 3 4 5 6 7 8 9 10 11 12 13 14 15 16  Die Tavernen im Tiefen Thal, offizielle Spielregeln, Schmidt Spiele 2019.
2. 1 2  Die Tavernen im Tiefen Thal: Zimmer frei! in der Spieledatenbank Luding; abgerufen am 18. Januar 2024.
3. ↑  Versionen von Die Tavernen im Tiefen Thal in der Datenbank BoardGameGeek; abgerufen am 17. Januar 2024.
4. ↑  Die Tavernen im Tiefen Thal auf yucata.de; abgerufen am 19. Januar 2024.
5. ↑  Deutscher Spielepreis Historie auf spiel-essen.de; abgerufen am 18. Januar 2024.
6. ↑  De Nederlandse Spellenprijs – Kennersprijs 2020: nominaties auf der offiziellen Website; abgerufen am 18. Januar 2024.
7. ↑  Graf-Ludo-Preisträger 2019: „Die Tavernen im Tiefen Thal“ und „Fuchs und Hase“ auf hobbymesse.de, 4. Oktober 2019; abgerufen am 18. Januar 2024.